# Actinodaphne mollis
Actinodaphne mollis är en lagerväxtart som beskrevs av Carl Ludwig von Blume. Actinodaphne mollis ingår i släktet Actinodaphne och familjen lagerväxter. Inga underarter finns listade i Catalogue of Life.